# Bofenda Kaluweko
Bofenda David Kaluweko (ur. 2002) – angolski zapaśnik walczący w obu stylach. 
Brązowy medalista mistrzostw Afryki w 2024 i szósty w 2023 roku.